# كورداي
كورداي (بالإنجليزية: Cordae) هو مغني، كاتب أغاني ورابر أمريكي ولد في 26 أغسطس 1997.

## وصلات خارجية
- كورداي على موقع IMDb (الإنجليزية)
- كورداي على موقع ميوزك برينز (الإنجليزية)
- كورداي على موقع أول ميوزيك (الإنجليزية)
- كورداي على موقع ديسكوغز (الإنجليزية)
- كورداي على موقع قاعدة بيانات الفيلم (الإنجليزية)